# Nepterotaea
Nepterotaea is een geslacht van vlinders van de familie spanners (Geometridae), uit de onderfamilie Ennominae.

## Soorten
- N. diagonalis Cassino, 1927
- N. dorotheata Sperry, 1949
- N. furva Rindge, 1973
- N. marjorae Rindge, 1973
- N. memoriata Pearsall, 1906
- N. obliviscata Barnes & McDunnough, 1918
- N. ozarkensis Rindge, 1973